# Elitserien i baseboll 2013
Elitserien i baseboll 2013 var den för 2013 års säsong högsta serien i baseboll i Sverige. Totalt deltog 7 lag i serien. Först spelade alla mot varandra två gånger, vilket gav 12 matcher. Därefter inleddes den andra fasen av Elitserien, där alla lag förutom Akademin, spelade ytterligare två matcher mot varje lag, vilket innebar ytterligare 10 matcher. Totalt spelades alltså 22 matcher per lag. Därefter fortsatte de fyra främsta lagen till slutspel. För säsongen 2013 deltog Leksands gymnasium under namnet Akademin, och kunde inte gå till varken kvalserien eller slutspel, då det är ett nationellt utvecklingslag i samarbete med bland annat Major League Baseball. Både Tranås BF och Gefle BC skulle ha deltagit, men lagen drog sig ur.

## Tabell
| Nr | Lag                 | Matcher | Vunna | Förlorade | Vinstprocent |
| -- | ------------------- | ------- | ----- | --------- | ------------ |
| 1  | Stockholms BSK      | 22      | 18    | 4         | 0.818        |
| 2  | Leksand Lumberjacks | 22      | 15    | 7         | 0.682        |
| 3  | Karlskoga Bats      | 22      | 14    | 8         | 0.636        |
| 4  | Sundbyberg Heat     | 22      | 13    | 9         | 0.591        |
| 5  | Alby Stars          | 22      | 7     | 15        | 0.318        |
| 6  | Akademin            | 12      | 3     | 9         | 0.250        |
| 7  | Göteborg Hajarna    | 22      | 2     | 20        | 0.091        |

## Slutspel
I slutspelet deltar lagen som hamnade på plats ett till fyra i den andra omgången. Laget på första plats möter laget på fjärde plats och laget på andra möter det tredje, i en semifinalserie. Semifinalerna spelas i bäst av tre och finalen spelas i bäst av fem.

### Semifinal
Stockholm – Sundbyberg 3–0
| Datum      | Hemmalag        | Bortalag        | Resultat |
| ---------- | --------------- | --------------- | -------- |
| 24 augusti | Sundbyberg Heat | Stockholms BSK  | 0–17     |
| 25 augusti | Sundbyberg Heat | Stockholms BSK  | 0–13     |
| 31 augusti | Stockholms BSK  | Sundbyberg Heat | 3–2      |

Leksand – Karlskoga 0–3
| Datum      | Hemmalag            | Bortalag            | Resultat |
| ---------- | ------------------- | ------------------- | -------- |
| 24 augusti | Karlskoga Bats      | Leksand Lumberjacks | 9–5      |
| 25 augusti | Karlskoga Bats      | Leksand Lumberjacks | 9–0      |
| 31 augusti | Leksand Lumberjacks | Karlskoga Bats      | 7–11     |

Karlskoga – Stockholm 1–3
| Datum        | Hemmalag       | Bortalag       | Resultat |
| ------------ | -------------- | -------------- | -------- |
| 7 september  | Karlskoga Bats | Stockholms BSK | 5–3      |
| 8 september  | Karlskoga Bats | Stockholms BSK | 0–4      |
| 14 september | Stockholms BSK | Karlskoga Bats | 13–3     |
| 14 september | Stockholms BSK | Karlskoga Bats | 6–2      |

## Kvalspel
Alby Stars och Göteborg Hajarna gick till kvalspel för att ha kommit femma respektive sjua i Elitserien. I kvalspelet deltog dessutom fyra lag från regionserierna (den näst högsta divisionen). Kvalspelet var upplagt så att lagen från Elitserien mötte varandra i möten bäst av tre, där vinnarlaget kvalificerade sig för Elitserien 2014, medan förlorarna gick vidare till slutligt playoff till Elitserien 2014. De fyra lagen från regionserierna delades upp i par, där de spelade i bäst av tre och vinnarna gick vidare till den andra omgången. I den andra omgången så möttes lagen, där vinnarlaget gick vidare till slutligt playoff till Elitserien 2014.

### Kvalomgång 1: Elitserien
Alby – Göteborg 1–2
Göteborg kvalificerade för Elitserien 2014.
| Datum       | Hemmalag   | Bortalag         | Resultat |
| ----------- | ---------- | ---------------- | -------- |
| 31 augusti  | Alby Stars | Göteborg Hajarna | 11–16    |
| 31 augusti  | Alby Stars | Göteborg Hajarna | 7–6      |
| 1 september | Alby Stars | Göteborg Hajarna | 5–18     |

### Kvalomgång 1: Regionserierna
Sölvesborg – Los Nicas 2–1
| Datum       | Hemmalag             | Bortalag  | Resultat |
| ----------- | -------------------- | --------- | -------- |
| 31 augusti  | Sölvesborg Firehawks | Los Nicas | 7–6      |
| 31 augusti  | Sölvesborg Firehawks | Los Nicas | 1–14     |
| 1 september | Sölvesborg Firehawks | Los Nicas | 9–5      |

Enskede – Tranås 2–0
| Datum      | Hemmalag | Bortalag | Resultat |
| ---------- | -------- | -------- | -------- |
| 31 augusti | Enskede  | Tranås   | 9–0      |
| 31 augusti | Enskede  | Tranås   | 7–0      |

Sölvesborg – Enskede 2–0
Sölvesborg vidare till kvalomgång 2.
| Datum       | Hemmalag             | Bortalag | Resultat |
| ----------- | -------------------- | -------- | -------- |
| 7 september | Sölvesborg Firehawks | Enskede  | 9–0      |
| 7 september | Sölvesborg Firehawks | Enskede  | 7–0      |

### Kvalomgång 2
Alby – Sölvesborg 0–2
Sölvesborg kvalificerade för Elitserien 2014.
| Datum        | Hemmalag   | Bortalag             | Resultat |
| ------------ | ---------- | -------------------- | -------- |
| 14 september | Alby Stars | Sölvesborg Firehawks | 8–13     |
| 14 september | Alby Stars | Sölvesborg Firehawks | 5–9      |

### Webbkällor
- Svenska Baseboll- och Softbollförbundet, Resultat och statistik